# JAARS
 (août 2025).
JAARS est une census-designated place située dans le comté d'Union, dans l’État de Caroline du Nord, aux États-Unis. Lors du recensement de 2020, elle comptait 471 habitants.